# Úlehle
Úlehle falu és önkormányzat (obec) Csehország Dél-csehországi kerületének Strakonicei járásában. Területe 6,56 km², lakosainak száma 104 (2008. 12. 31). A falu Strakonicétől mintegy 8 km-re délnyugatra, České Budějovicétől 53 km-re északnyugatra, és Prágától 107 km-re délnyugatra fekszik.
A település első írásos említése 1318-ból származik.

## Az önkormányzathoz tartozó települések
- Úlehle
- Radkovice
- Švejcarova Lhota

## Népesség
A település népessége az elmúlt években az alábbi módon változott:
| Lakosok száma | 380  | 337  | 377  | 270  | 187  | 126  | 93   | 97   | 96   | 96   |
|               | 1869 | 1890 | 1921 | 1950 | 1980 | 2001 | 2017 | 2019 | 2022 | 2024 |